# Седларци
Седларци (мкд. Седларци) су насеље у Северној Македонији, у југоисточном делу државе. Седларци су у саставу општине Васиљево.

## Географија
Седларци су смештени у југоисточном делу Северне Македоније. Од најближег града, Струмице, насеље је удаљено 10 km северно.
Насеље Седларци се налази у историјској области Струмица. Насеље је положено на западном ободу плодног Струмичког поља, на месту где се из поља издижу прва брда планине Смрдеш. Надморска висина насеља је приближно 310 метара. 
Месна клима је блажи облик континенталне због близине Егејског мора (жарка лета).

## Становништво
Седларци су према последњем попису из 2002. године имали 343 становника.
Већинско становништво у насељу су етнички Македонци (100%).
Претежна вероисповест месног становништва је православље.